# Heimgarten (Berg)
Der Heimgarten ist ein 1791 m ü. NHN hoher Berg in den Walchenseebergen in den Bayerischen Voralpen. Er bildet mit seinem Nachbarn, dem Herzogstand, einen Höhenzug, der dem Estergebirge vorgelagert ist und der nach Norden in das Bayerische Alpenvorland abfällt.

## Wanderrouten
Der Heimgarten gehört zu den beliebtesten Münchner Hausbergen, ist aber weniger frequentiert als der durch eine Bergbahn erschlossene Herzogstand. Er ist auf einer einfachen Wanderung von Ohlstadt (Bahnhof), von Schlehdorf am Kochelsee oder vom Walchensee (Busverbindung nach Kochel) aus zu erreichen. Trittsicherheit erfordert der gut gesicherte Gratübergang zum Herzogstand. Unterhalb des Gipfels befindet sich auf 1785 m die private Heimgartenhütte, welche bis Mitte Oktober bewirtschaftet wird, jedoch keine Übernachtungsmöglichkeit bietet.
Der Heimgarten wird auch im Winter viel begangen, zu Fuß (mit gegenüber dem Sommer u. U. deutlich erhöhtem Schwierigkeitsgrad), mit Schneeschuhen oder mit Tourenski. Die Besteigung des Heimgarten im Januar 1890 durch Karl Otto war die vermutlich erste Skitour auf einen Alpengipfel.
Etwas südlich des Berggipfels am Wanderweg H5 nach Walchensee-Ort befindet sich auf 1423 m Höhe die Ohlstädter Alm.

## Gipfelkreuz
Das heutige, gut 7 m hohe Gipfelkreuz aus Eichenholz wurde im Sommer 1946 von Mitgliedern des Krieger- und Soldatenvereins sowie des Trachtenvereins D’Illingstoana aufgestellt. Es diente als Ersatz für das im Jahr zuvor durch Blitzschlag zerstörte Kreuz, welches 1908 anstelle des vorherigen, ebenfalls durch Blitzschlag zerstörten Kreuzes errichtet worden war. Dieses erste dokumentierte Gipfelkreuz war im August 1853 mit einer Bergmesse eingeweiht worden.

## Galerie

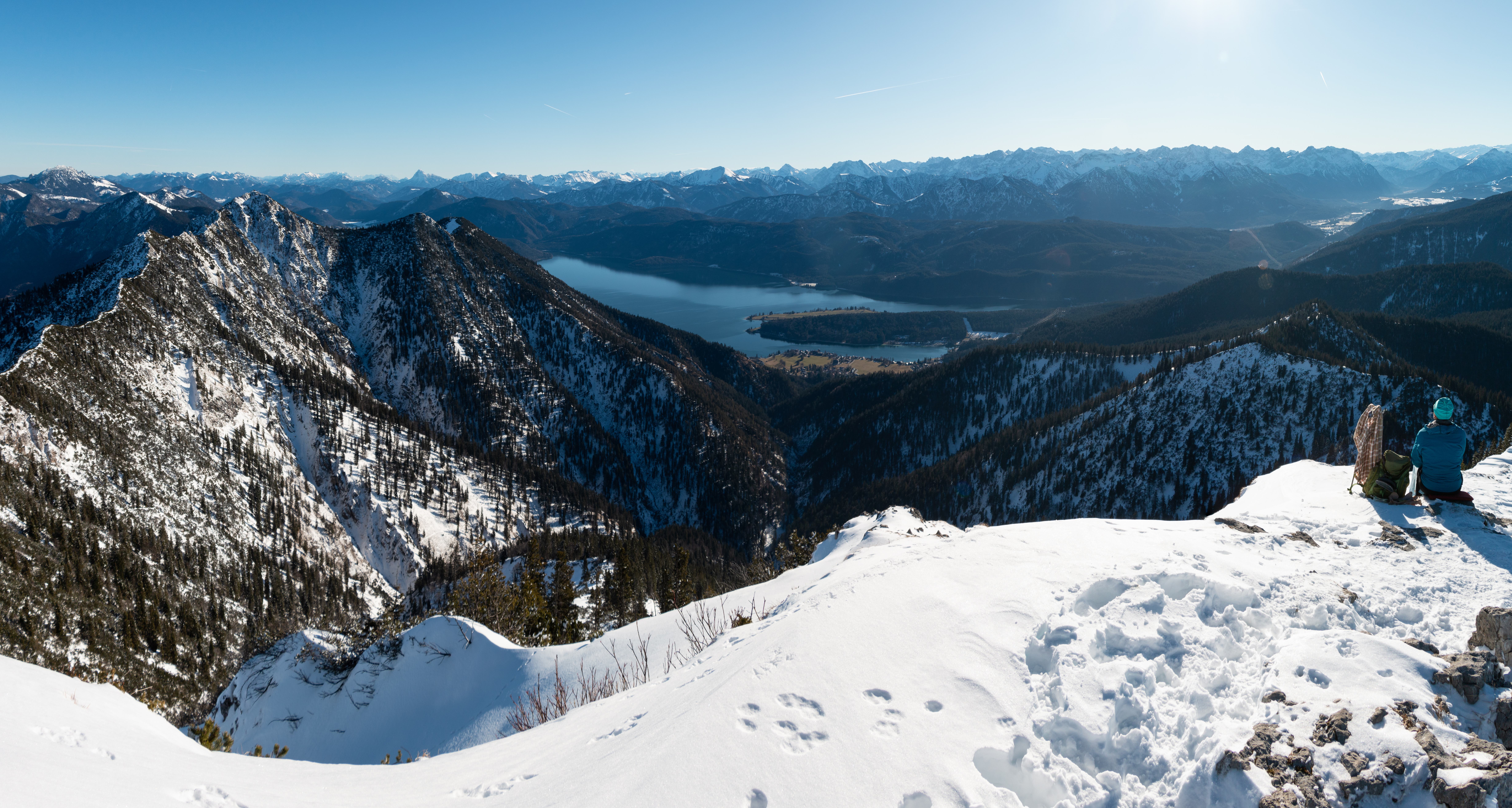
Blick zum Walchensee
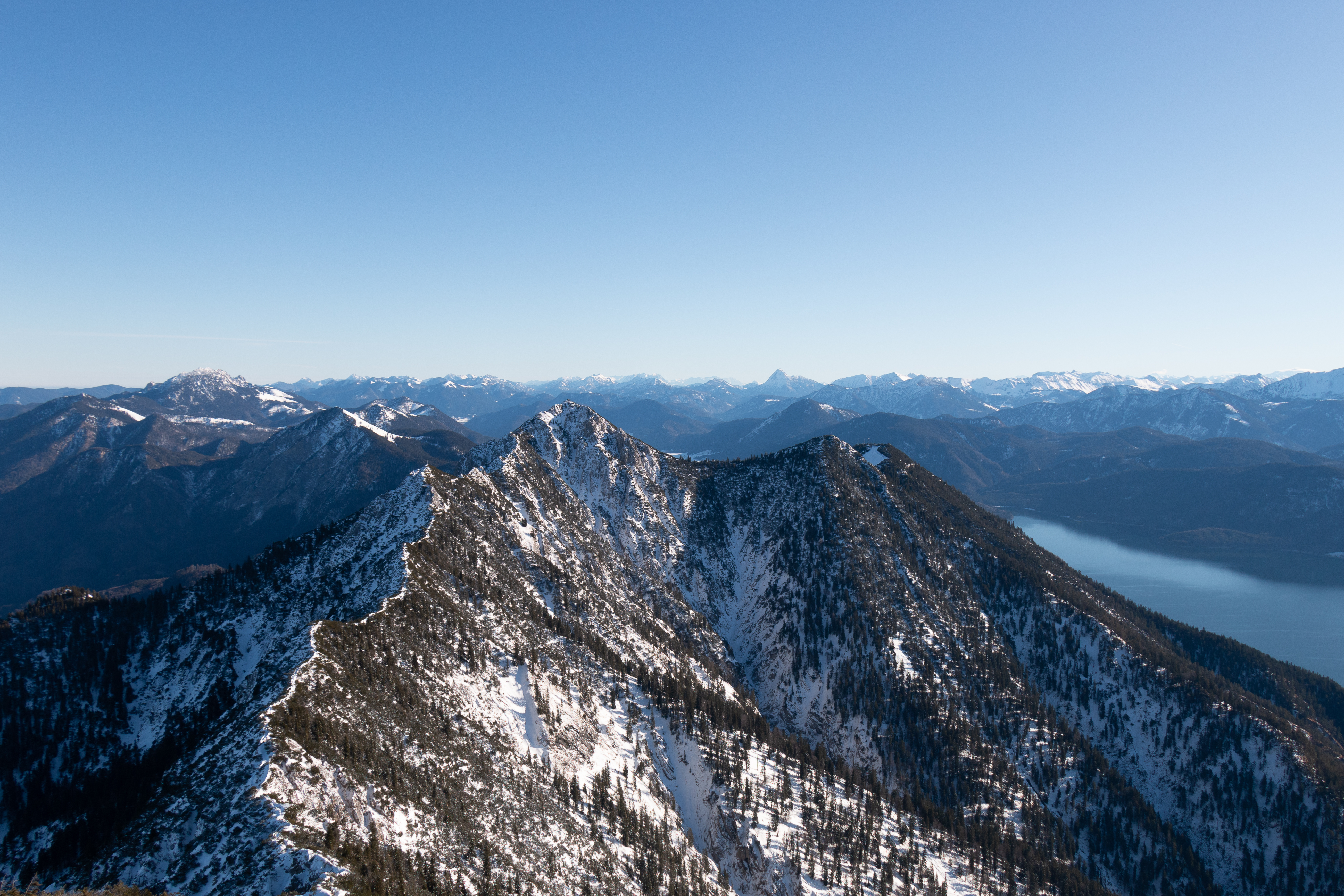
Blick vom Heimgarten zum Herzogstand im Winter
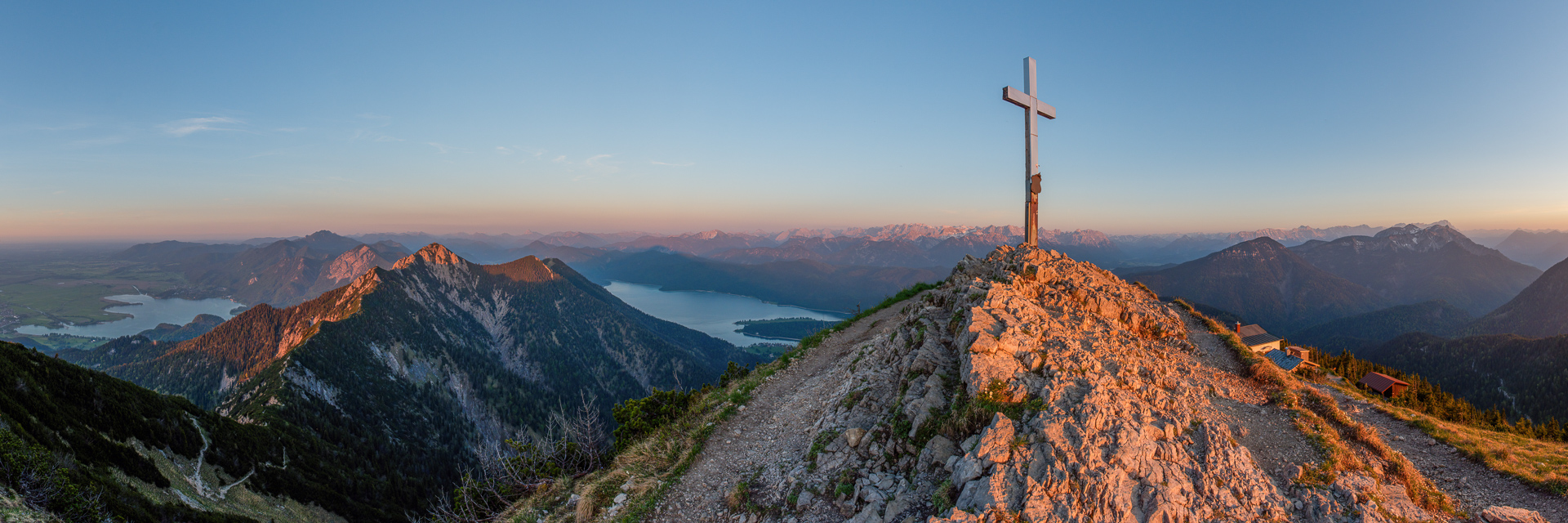
Sonnenuntergang am Heimgarten